# Adam Swart Vedder
Pour les articles homonymes, voir Vedder.
Adam Swart Vedder (27 juillet 1834-8 octobre 1905) est un homme politique canadien de la Colombie-Britannique. Il est député provincial indépendant de la circonscription britanno-colombienne de Westminster-Chilliwhack d'une élection partielle en 1897 à 1898.

## Biographie
Né près de Schenectady dans l'État de New York de parents d'origines néerlandaises, Vedder étudie sur place. En 1846, il s'installe à Chicago et ensuite à Sacramento en Californie en 1852 où il travaille dans le transport de matériel minier. En 1860, il prend place en Colombie-Britannique où il travaille aussi dans le domaine du transport. Il commence à travaille dans un ranch à Sumas (en) en 1868.
Il entame une carrière publique en servant comme conseiller municipal et préfet du canton de Chilliwack. Il y sert aussi comme maître des postes de 1888 à 1894.
Vedder meurt à Chilliwack en octobre 1905 à l'âge de 71 ans.
Le nom de la communauté de Sardis (en) proviendrait de sa première épouse qui aurait aléatoirement trouvé dans sa bible.